# يوم جيد (فلم)
يوم جيد (بالإنجليزية: One Fine Day)؛ فيلم كوميدي رومانسي أمريكي لعام 1996 من إخراج مايكل هوفمان، بطولة ميشيل فايفر وجورج كلوني كآباء، مع أليكس دي. لينتس ومي وايتمان كأطفالهما.
عملت ميشيل فايفر كمنتج تنفيذي في الفيلم، الذي تم بالتعاون مع شركتها فيا روسا برودكتشن، تم ترشيح الفيلم لـجائزة الأوسكار لأفضل أغنية («لأول مرة»).

## أستقبال الفيلم
أعطى الفيلم تصنيفًا بنسبة 47٪ استنادًا إلى مراجعات من 30 ناقداً، مما يشير إلى استقبال انتقامي، مختلط كان يعتبر خيبة أمل تجارية من قبل تونتيث سينتشوري فوكس.

## الجوائز
تم ترشيح الأغنية المميزة «لأول مرة»، التي كتبها جيمس نيوتن هوارد، وجودي فريدمان وألان دينيس ريتش، لجائزة الأوسكار لأفضل أغنية أصلية، وجائزة الغولدن غلوب لأفضل أغنية أصلية، وجائزة غرامي لأفضل أغنية مكتوبة لصورة متحركة أو تلفزيون.
فازت ميشيل فايفر بجائزة «بلوك بوستر» للممثلة المفضلة الكوميديا والرومانسية.
تم ترشيح كل من ماي ويتمان وأليكس د. لينز لجوائز الفنانين الشباب في فئات أفضل أداء في فيلم روائي طويل 10 أعوام أو تحت فاز ويتمان.

## روابط خارجية
- مقالات تستعمل روابط فنية بلا صلة مع ويكي بيانات